# Anti-diabetici
Gli anti-diabetici sono farmaci utilizzati nel trattamento del diabete mellito che abbassano i livelli di glucosio nel sangue. Con le eccezioni di insulina, exenatide, liraglutide e pramlintide, tutti sono somministrati per via orale e anche denominati agenti ipoglicemici orali o agenti anti-iperglicemici orali. Esistono diverse classi di farmaci antidiabetici e la loro selezione dipende dalla natura del diabete, dall'età e dalla situazione della persona, nonché da altri fattori.
Il diabete mellito di tipo 1 è una malattia causata dalla mancanza di insulina. L'insulina deve essere iniettata.
Il diabete mellito di tipo 2 è una malattia dell'insulino-resistenza da parte delle cellule. Il diabete mellito di tipo 2 è il tipo più comune di diabete. I trattamenti comprendono (1) agenti che aumentano la quantità di insulina secreta dal pancreas, (2) agenti che aumentano la sensibilità degli organi bersaglio dell'insulina e (3) agenti che diminuiscono la velocità con cui il glucosio viene assorbito dal tratto gastrointestinale.
Diversi gruppi di farmaci, per lo più somministrati per via orale, sono efficaci nel tipo II, spesso in combinazione. La combinazione terapeutica nel Tipo II può includere l'insulina, non necessariamente perché gli agenti orali hanno fallito completamente, ma alla ricerca di una combinazione di effetti desiderata. Il grande vantaggio dell'insulina iniettata nel Tipo II è che un paziente istruito può aggiustare la dose, o anche assumere dosi aggiuntive, in base ai livelli di glucosio nel sangue misurati dal paziente stesso, solitamente con un metro semplice, secondo la quantità misurata di zucchero nel sangue.